# Nürnberg Hauptbahnhof
Nürnberg Hauptbahnhof, zkráceně Nürnberg Hbf, je hlavní nádraží v Norimberku s průměrným počtem 210 000 cestujících denně. Provozuje jej dcera největší železniční společnosti v Německu Deutsche Bahn – DB InfraGO. Nádraží je významnou destinací dálkových, vysokorychlostních vlaků Intercity-Express zkráceně – ICE. Navazuje na železniční síť v Norimberku S-Bahn příměstské železnice a U-Bahn metra.

## Historie

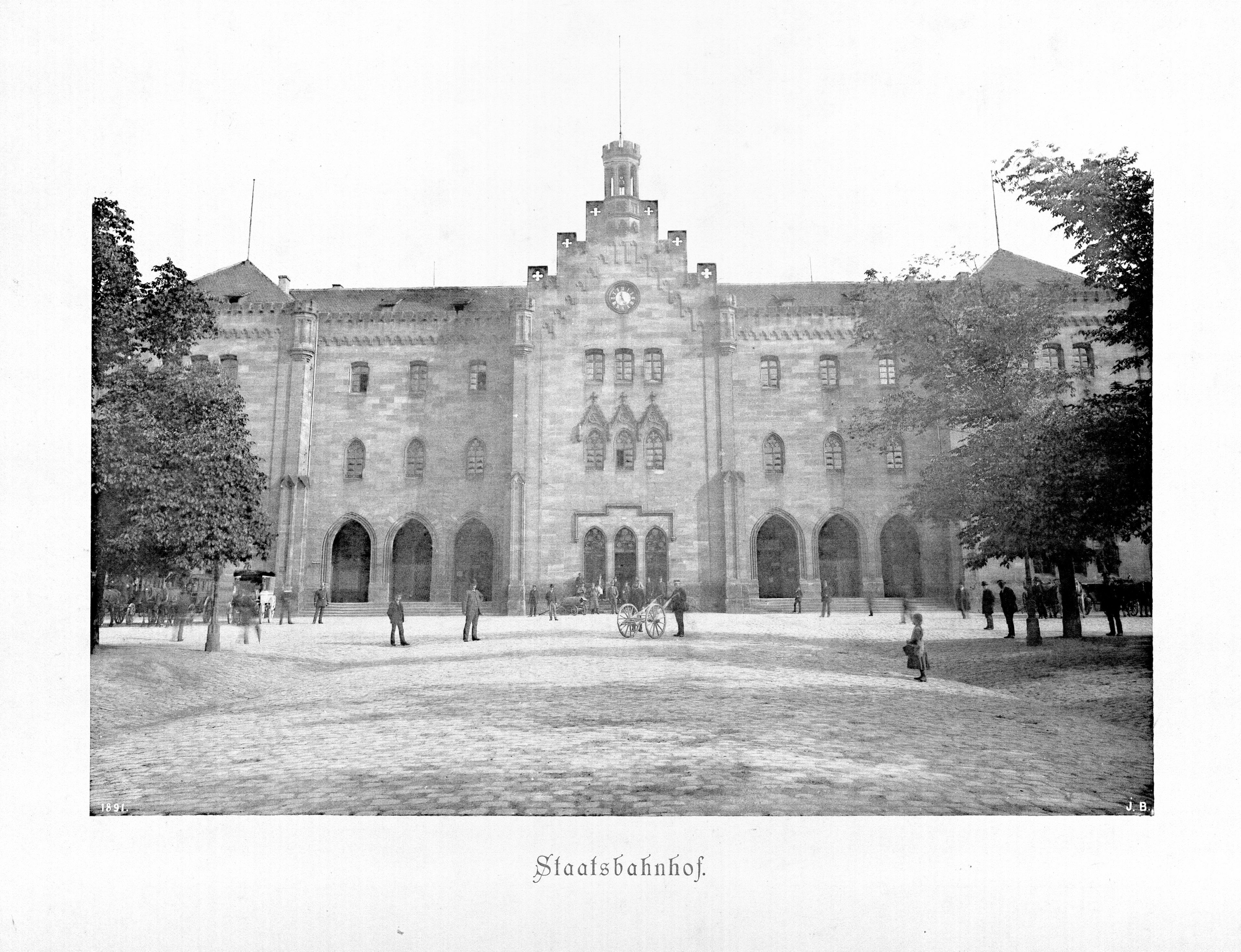
První norimberské nádraží, fotografie z roku 1891

V roce 1844 bylo město Norimberk poprvé připojeno k železnici na první části trati Královské bavorské státní dráhy mezi Norimberkem a Bamberkem, která byla později prodloužena do Lindau a Hofu. V letech 1844–1847 vznikla i první železniční stanice v Norimberku. Staniční budova byla postavena v novogotickém stylu. S otevřením železničních tratí Královské bavorské státní dráhy do Schwabachu (1849), Ansbachu (1875) a Bayreuthu (1877), ale také s otevřením železničních tratí Královské bavorské východní dráhy do Hersbrucku (1859) a Regensburgu (1871), se tato železniční stanice stala tou hlavní v Norimberku.
V letech 1878 a 1880 bylo rozšířeno kolejiště pro osobní dopravu. Nákladní doprava se přesunula do nově vybudovaného nákladního nádraží Nürnberg Hauptgüterbahnhof v roce 1880. Počínaje rokem 1900 byla staniční budova přestavěna v novobarokním stylu podle návrhu architekta Karla Zengera. Sál, ve kterém se dnes nachází Reisezentrum, byl postaven v roce 1904–1905 podle návrhu Bruna Paula v secesním stylu. Je jednou z mála oblastí na stanici, která přestála bombardování za druhé světové války.
V důsledku bombardování na konci druhé světové války byla staniční budova těžce poškozena. Její rekonstrukce proběhla v letech 1945–1956, kdy musela být velice zjednodušena z důvodu nedostatku finančních prostředků. Jedním z nových rysů, bylo začlenění kina do staniční budovy. V roce 1973 byly zahájeny práce na výstavbě úseku metra U-Bahn pod železniční stanicí a to z Aufseßplatz přes Hauptbahnhof do Weißer Turm, který byl otevřen 28. ledna 1978. Dne 2. dubna 1984 byla otevřena původní restaurace z roku 1906.

## Obecný přehled
Norimberské hlavní nádraží je největší železniční stanicí ve Frankách. Denně zde zastavuje přes 800 dálkových a regionálních osobních vlaků.
Na vlakovém nádraží se nachází i stanice metra. Před nádražím je zde možný přestup na autobusy a tramvaje městské hromadné dopravy. 
Norimberské hlavní nádraží je důležitým uzlem jihoněmecké železniční sítě. Začíná zde vysokorychlostní trať Norimberk - Ingolstadt - Mnichov, která byla oficiálně otevřena v roce 2006. Tím došlo k výraznému zkrácení jízdní doby na mnoha trasách, zejména pak mezi Norimberkem a Mnichovem. Obsluhuje také vysokorychlostní trať Nürnberg – Lipsko, která byla z velké části uvedena do provozu v roce 2017. Železniční trať z Regensburgu a vysokorychlostní trať z Mnichova se setkávají na jihovýchodě Norimberku. Východním směrem propojují tratě z Chebu, Schwandorfu a Feuchtu. 
V blízkosti hlavního nádraží se také nachází jedno z největších evropských železničních muzeí Deutsche Bahn a budova norimberské opery.

## Železniční doprava

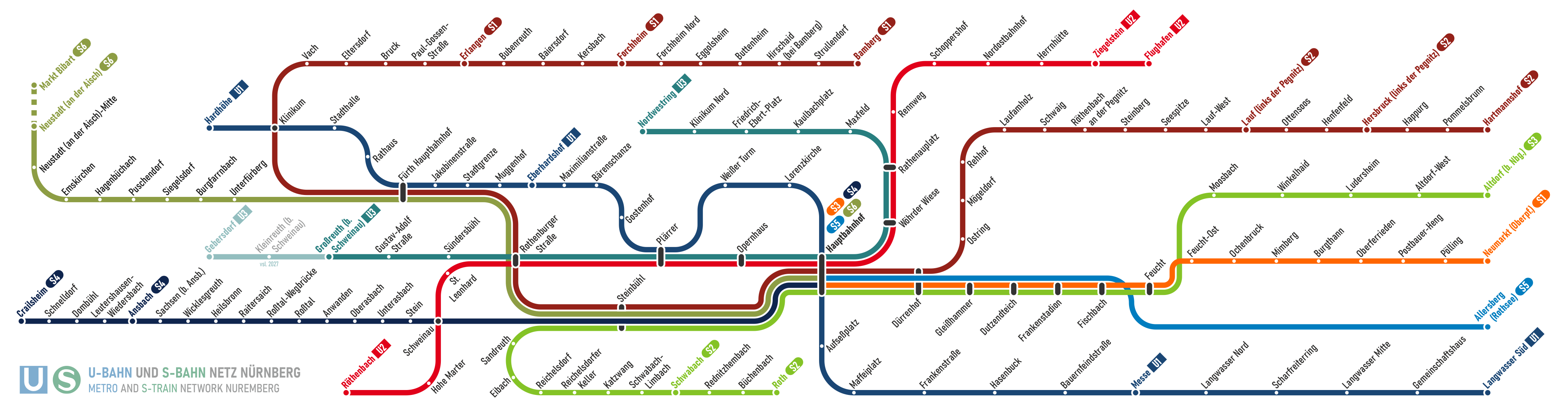
Schéma sítě S-Bahn/U-Bahn

Dálkové spoje: Norimberské hlavní nádraží obsluhuje dálkové vnitrostátní i mezinárodní spoje Intercity-Express (ICE), EuroCity (EC), InterCity (IC) jedoucí např. do Mnichova, Lipska, Berlína, Frankfurtu nad Mohanem, Porúří, Stuttgartu, Karlsruhe, Hamburku, Pasova a Vídně. Spoje InterRegio-Express (IR) směřují do Chemnitz a Drážďan. Noční spoje jezdí do různých destinací. V květnu 2021 zde začala provozovat linkové spoje i soukromá společnost Flixtrain, v ČR známá autobusy FlixBus.
Regionální spoje:
Četné jsou především spoje Regional-Express (RE) a Regionalbahn (RB), které převážně slouží oblasti Norimberku. Cestovat však lze také do Bavorska, Bádensko-Württemberska, Durynska, Saska ale také do České republiky. Nelze opomenout spoje München-Nürnberg-Express, které zajišťují rychle spojení mezi Norimberkem a Mnichovem po vysokorychlostní trati Norimberk – Ingolstadt – Mnichov.
Meziměstské spoje:
Hlavní nádraží je také centrální křižovatkou dvou rychlých dopravních systémů ve městě a to S-Bahn a U-Bahn. Podzemní stanice metra U-Bahn obsluhuje linky U1, U2, U3. Příměstská železnice S-Bahn obsluhuje v prosinci 
linky S1, S2, S3, S4, S5 a S6. Linky S1, S2 a S3 používají dopravní koleje umístěné v bezprostřední blízkosti u staniční budovy. Linka S4 pak ty vzdálenější.

## Galerie

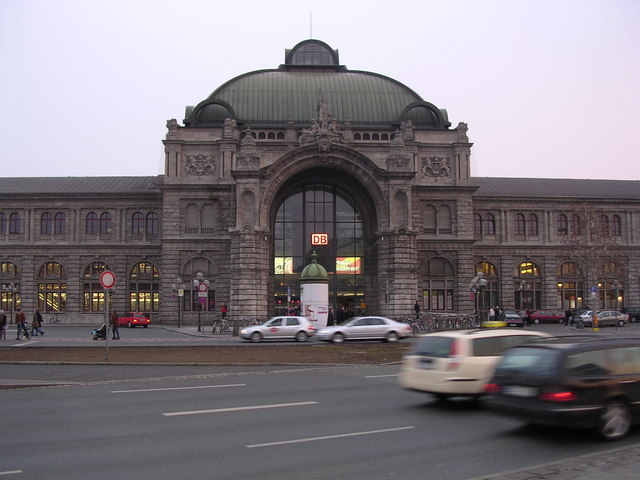
Staniční budova
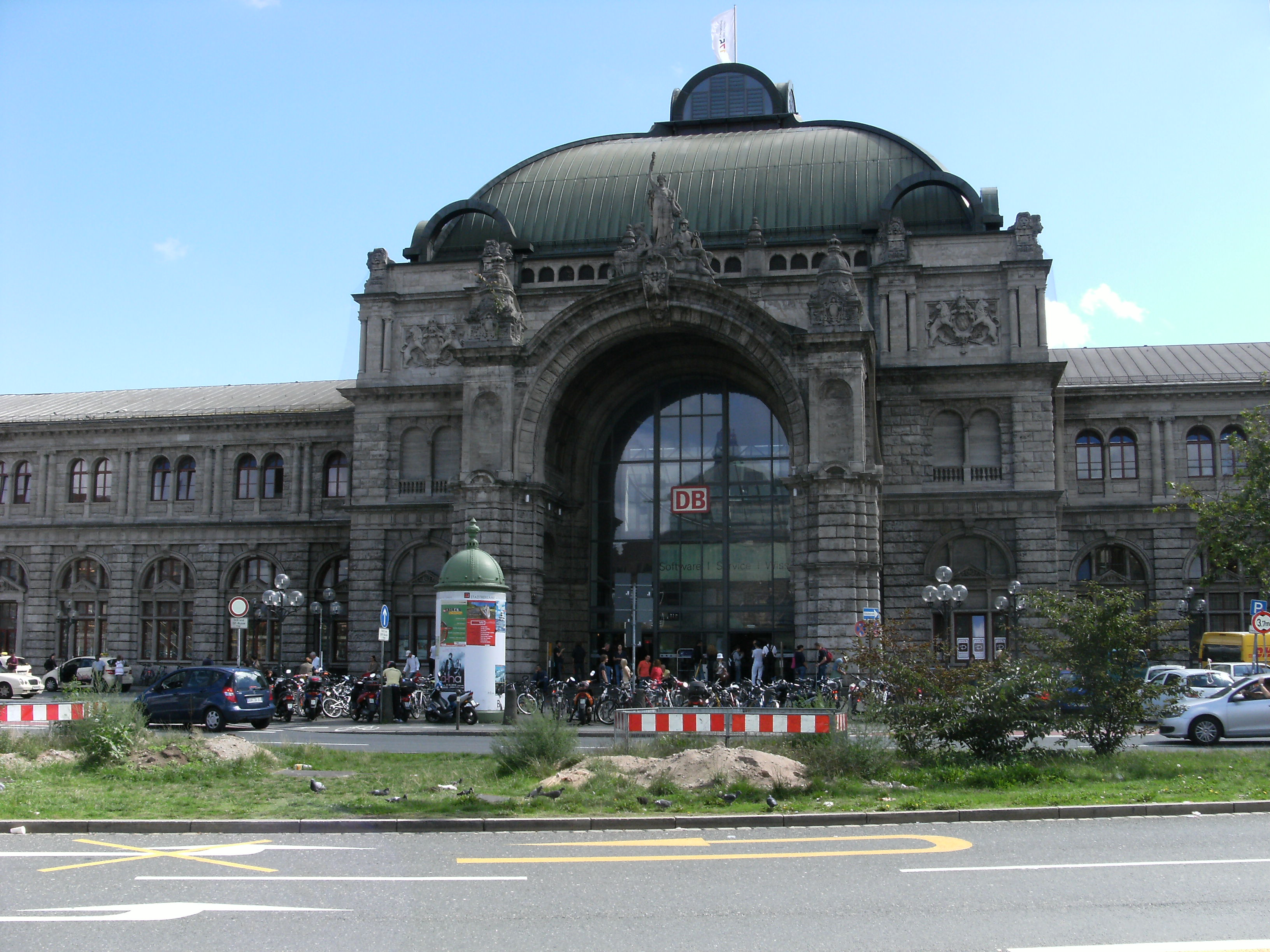
Staniční budova
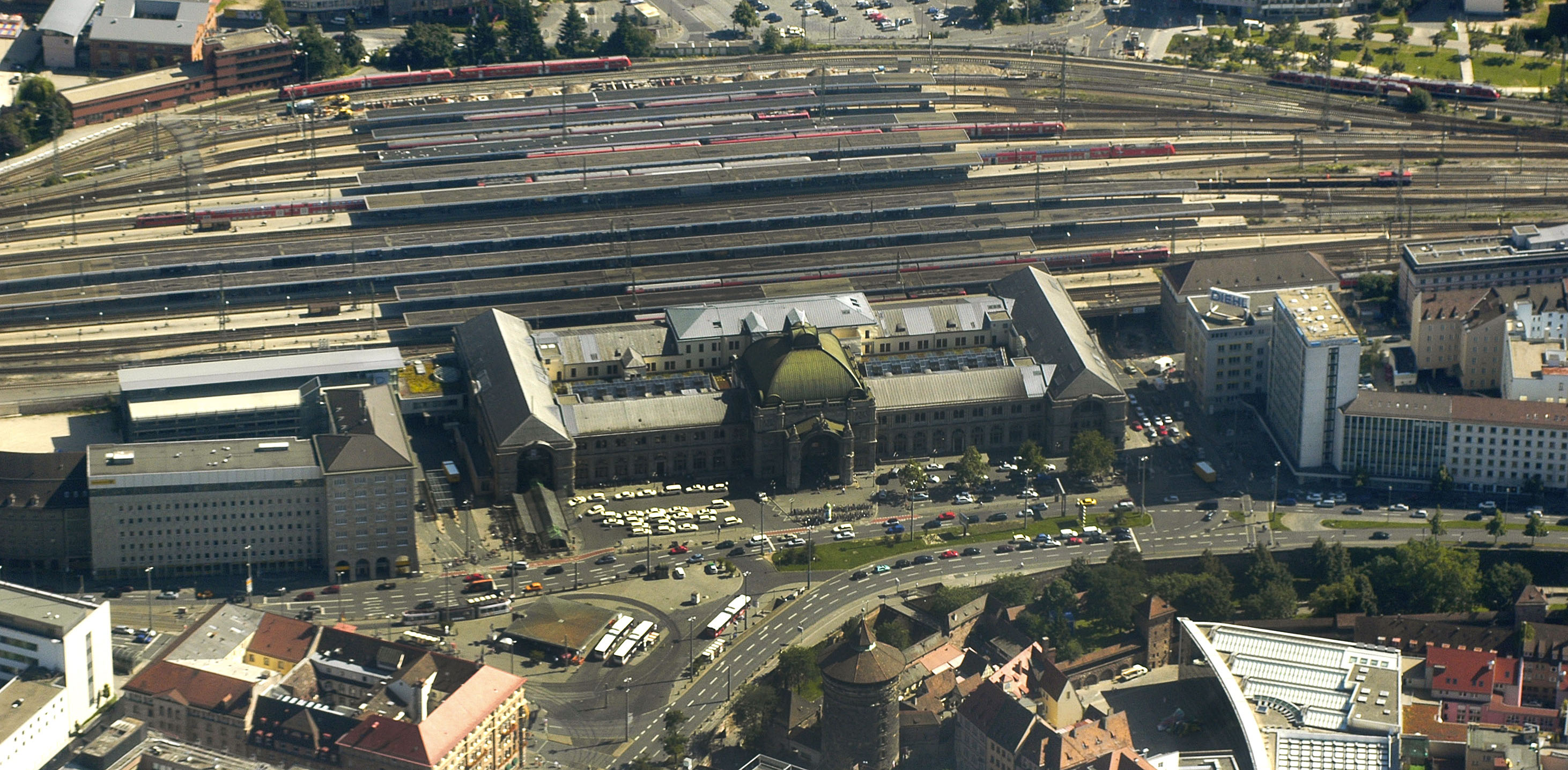
Staniční budova z ptačí perspektivy
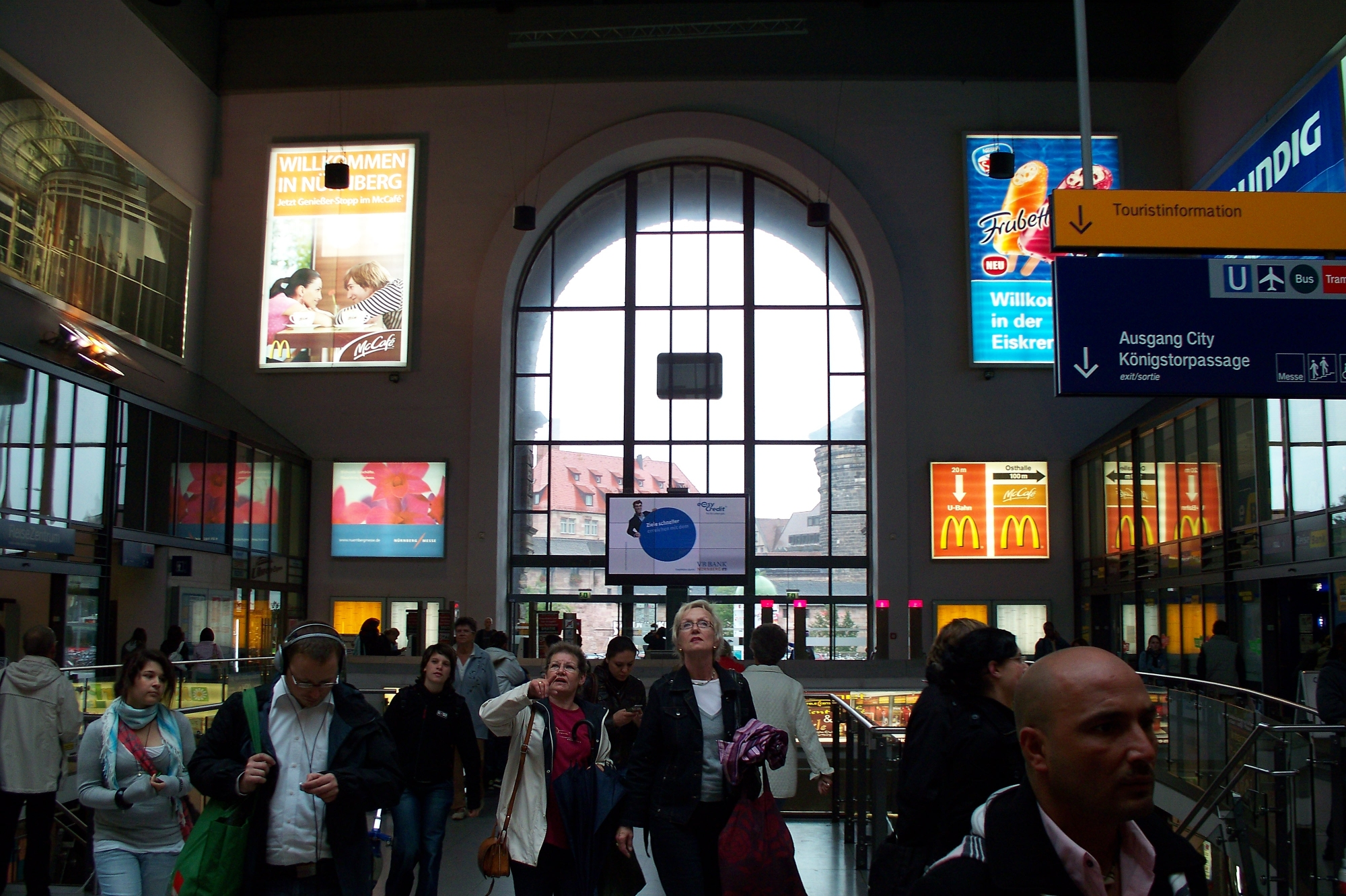
Staniční budova – hala
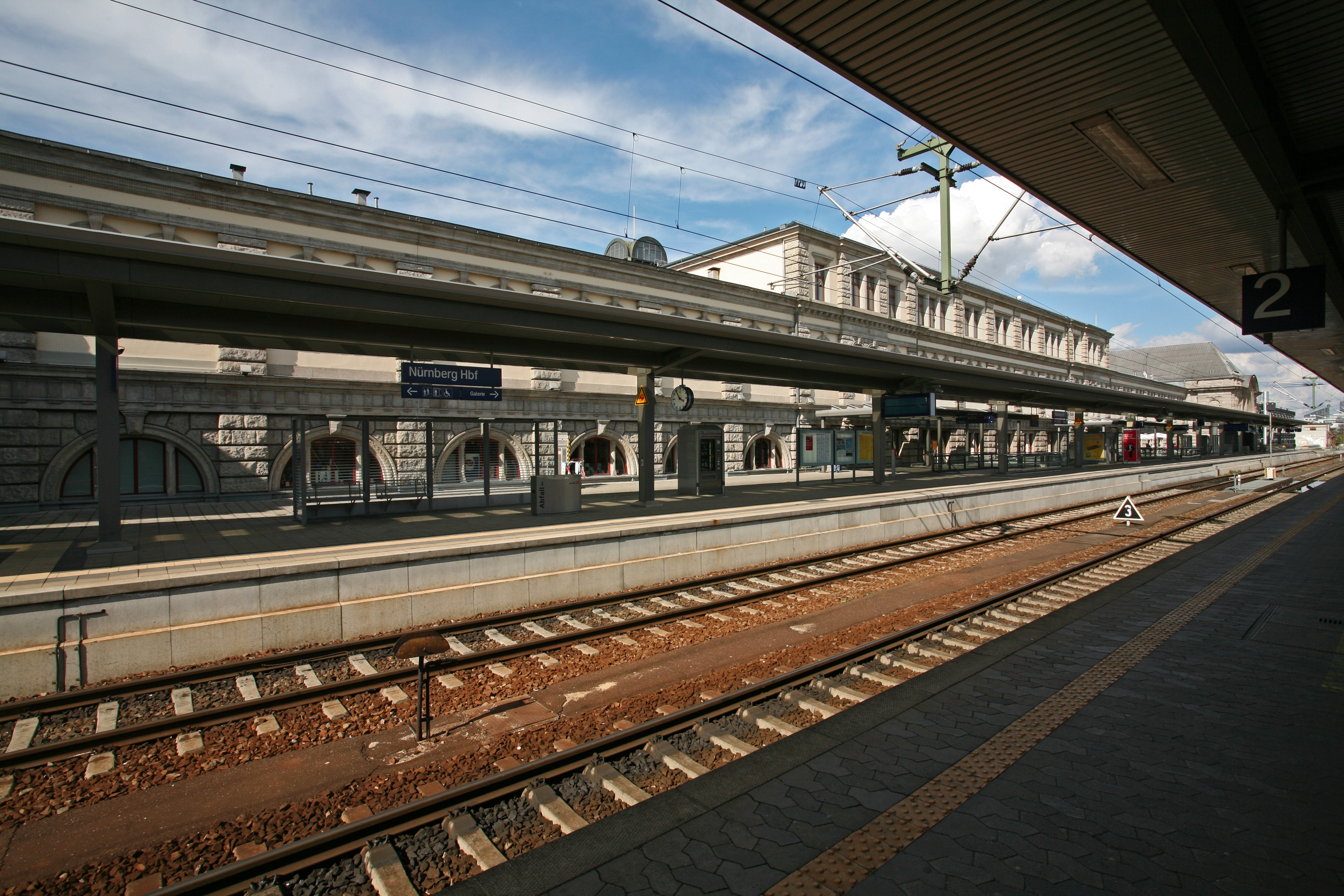
Nástupiště
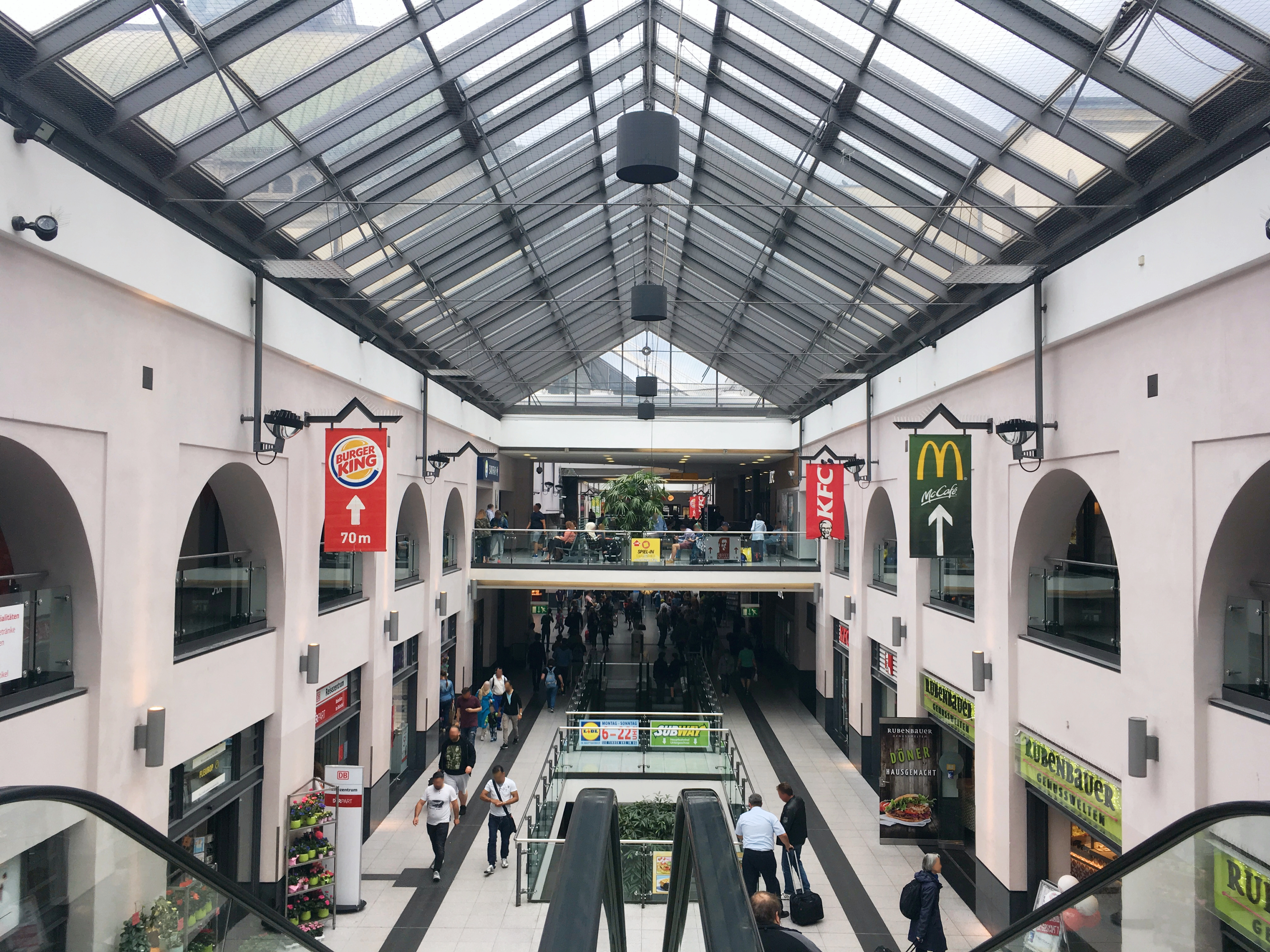
Západní hala nádraží
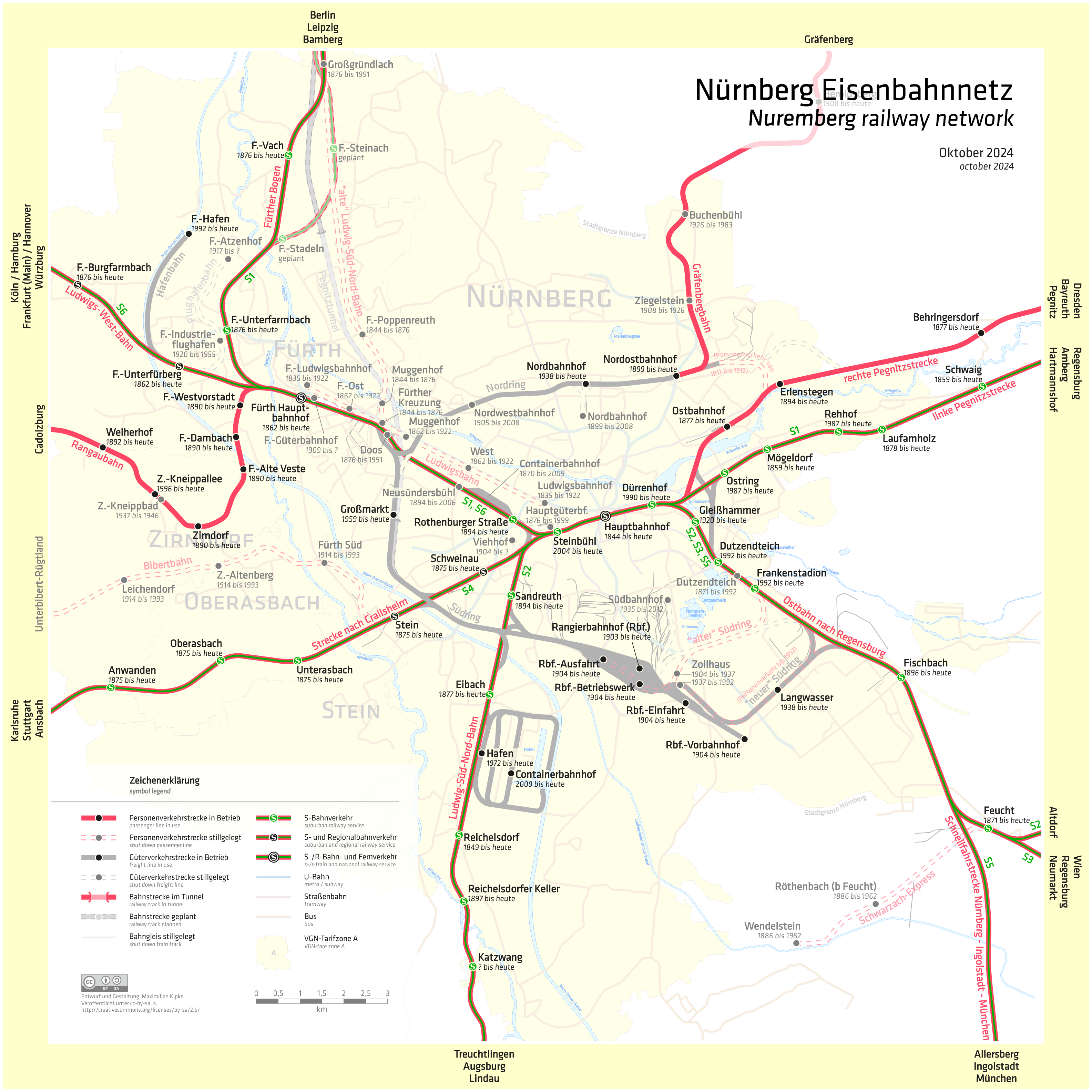
Mapa železničního uzle v Norimberku - 2021
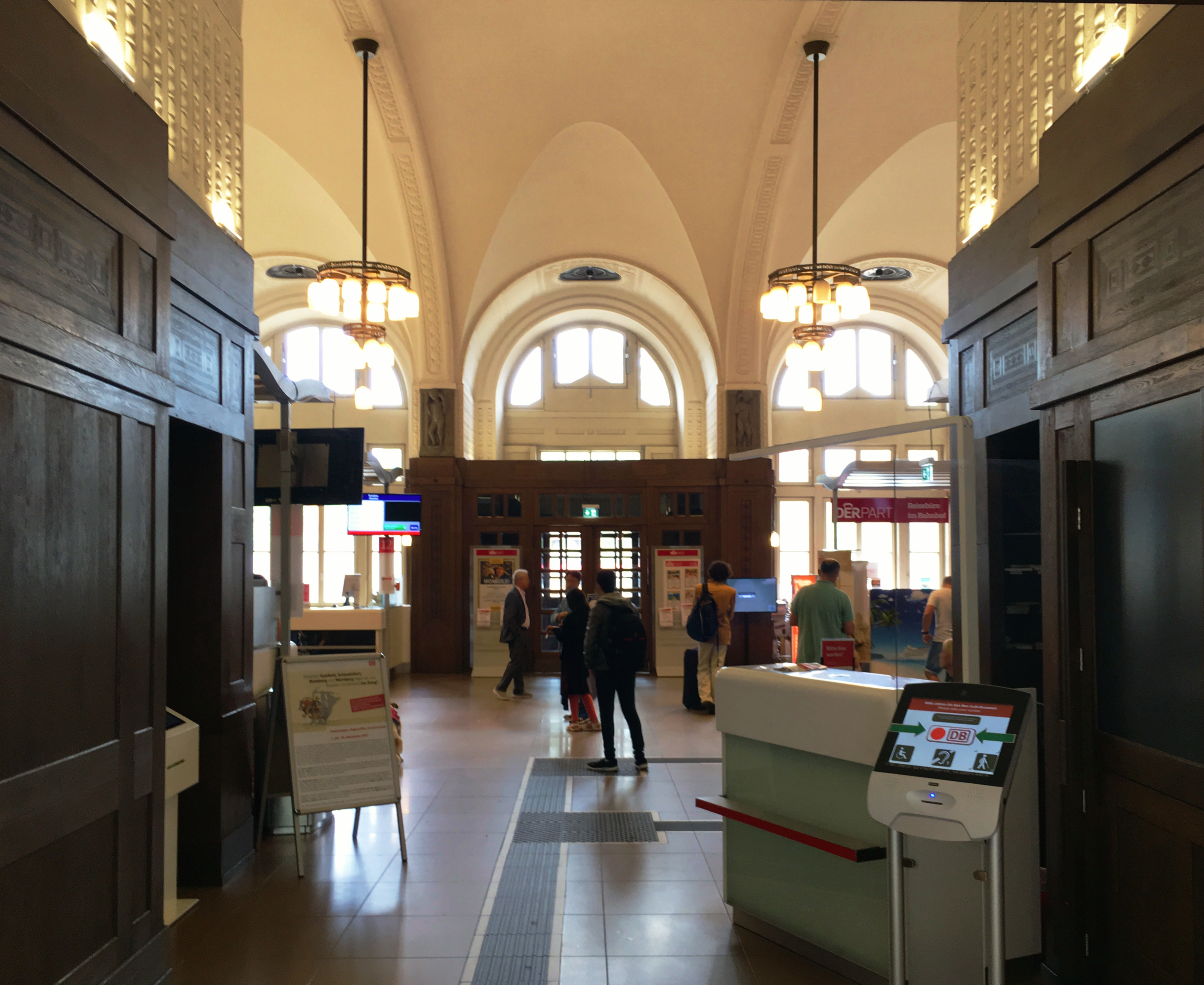
Vstup do secesní haly norimberského nádraží